# Spärrventil
Spärrventil används i äldre orglar för att via ett registerandrag stänga av lufttillförseln till en eller flera luftlådor eller till hela verket.

## Äldre spärrventil
Spärrventiler började användas redan under senmedeltiden. Vanligen finns en ventil för varje verk i orgeln. När registerandraget är inskjutet i viloläge är lufttillförseln avstängd till aktuellt verk och därmed är detta tyst hur mycket man än registrerar och trycker ned tillhörande tangenter. Genom att dra ut andraget och haka fast det i utdraget läge får väderlådan luft och verket blir spelbart.

## Utvecklad spärrventil
På 1800-talet utvecklade Aristide Cavaille-Coll (1811–1899) tekniken med spärrventiler. Genom att dela upp ett verk på flera luftlådor, så att till exempel svagare stämmor placerades på en låda och starkare på en annan, kunde man via spärrventiler snabbt växla mellan olika i förväg valda registreringar. Nästan som en slags fria kombinationer.